# Буххольц (Вестервальд)
Буххольц (нем. Buchholz) — община в Германии, в земле Рейнланд-Пфальц. 
Входит в состав района Нойвид. Подчиняется управлению Асбах.  Население составляет 4646 человек (на 31 декабря 2010 года). Занимает площадь 20,63 км².
Коммуна подразделяется на 22 сельских округа.